# Pitcairnia epiphytica
Pitcairnia epiphytica är en gräsväxtart som beskrevs av Lyman Bradford Smith. Pitcairnia epiphytica ingår i släktet Pitcairnia och familjen Bromeliaceae. Inga underarter finns listade i Catalogue of Life.